# Георг Лудвиг фон Ербах-Шьонберг
Георг Лудвиг Фридрих Виктор Карл-Едуард Франц-Йозеф фон Ербах-Шьонберг (на немски: Georg Ludwig Friedrich Viktor Karl-Eduard Franz-Joseph Fürst zu Erbach-Schönberg; * 1 януари 1903, Кьониг, Оденвалд; † 27 януари 1971, Бенсхайм) е 3. княз и граф на Ербах-Шьонберг, титулуван принц на Ербах-Шьонберг (1944 – 1971). Той е роднина на княз Александър I Батенберг, княз на Княжество България (1879 – 1886).

## Биография
Той е големият син на 2. княз и граф Александър Лудвиг фон Ербах-Шьонберг (1872 – 1944) и съпругата му принцеса Луиза Елизабет фон Валдек-Пирмонт (1873 – 1961), дъщеря на княз Георг Виктор фон Валдек-Пирмонт (1831 – 1893) и първата му съпруга принцеса Хелена фон Насау (1831 – 1888), дъщеря на херцог Вилхелм I фон Насау (1792 – 1839) и принцеса Паулина фон Вюртемберг (1810 – 1856).
По-малкият му брат принц Вилхелм Ернст (1904 – 1947) умира в съветски военен плен. С ноемврийската революция през 1918 г. той загубва функцията си като племенен господар.
Георг Лудвиг фон Ербах-Шьонберг умира на 68 години на 27 януари 1971 г. в Бенсхайм.

## Фамилия
Георг Лудвиг фон Ербах-Шьонберг се жени на 2 юли 1925 г. в Шьонберг за Мария Маргарета Дерингер (* 25 декември 1903, Царское село; † 22 декември 1967, Дармщат), дъщеря на Алфонс Дерингер и Маргарета Брем. Те имат двама сина и една дъщеря:
- Лудвиг/Лудевиг Вилхелм-Ернст Андреас Георг-Вилхелм Йоахим (* 17 октомври 1926, Шьонберг; † 23 ноември 1998, Рюселсхайм), 4. княз и граф на Ербах-Шьонберг, женен (цив) на 9 март 1946, и (религ.) на 10 март 1946 г. за Роземари Мошаге (* 22 септември 1927), дъщеря на Карл Мошаге и Отиле Раше; има двама сина и две дъщери
- Едда Мари Луиза Имма Хелена София Виктория (* 28 април 1930, Шьонберг; † 3 март 1993, Дармщат), омъжена на 2 май 1951 г. в Касел (развод в Дармщат 29 април 1960) за Карл Йозеф Диркес (* 16 ноември 1924; † 2008)
- Майнолф Вилхелм Виктор Рихард Йосиас Лудвиг-Кристиан Валдемар (* 13 май 1936, Дармщат), принц, женен I. (цив) на 14 май 1959 г. в Дармщат (развод в Дармщат 11 февруари 1970) за Мари Катарине Маркерт (* 16 януари 1921; † 1992), дъщеря на Антон Адам Август Маркерт и Терезия Грим, II. 16 март 1970 г. в Ербах (развод Висбаден 10 октомври 1972) за Ерика Лист (* 1 юни 1938), дъщеря на Фридрих Лист и Мария Фолк, III. на 21 април 1976 г. в Дармщат за Солвейг Шлегел (* 25 май 1949), дъщеря на Хорст Шлегел и Гертруд Абеле, и има син и дъщеря